# Премия Индиры Ганди за лучший режиссёрский дебют
Премия Индиры Ганди за лучший режиссёрский дебют (хинди राष्ट्रीय फ़िल्म पुरस्कार, निर्देशक की श्रेष्ठ प्रथम फ़िल्म, англ. Indira Gandhi Award for Best Debut Film of a Director, дословно — «Премия Индиры Ганди за лучший дебютный фильм режиссёра», ранее Award for Best First Film of a Director) — одна из основных категорий Национальной кинопремии — главной кинематографической награды Индии, присуждаемой и вручаемой под эгидой Дирекции кинофестивалей Министерства информации и телерадиовещания Правительства Индии, присуждаемая режиссёрам-дебютантам за лучшую постановку фильма на любом из языков и диалектов страны.
Премия за лучший первый фильм режиссёра впервые была присуждена и вручена на 28-й церемонии награждения в 1981 году за черно-белый фильм на бенгальском языке Maina Tadanta, вышедший в прокат в 1980 году. Её вручение, как и других номинаций Национальной кинопремии, в 1981—1984 годах осуществляла премьер-министр Индии Индира Ганди. После её убийства в 1984 году премия получила её имя. В дальнейшем честь вручения всех Национальных кинопремий вернулась к президенту Индии. В 2009 году награда получила своё нынешнее название.
Нагарада включает в себя медальон премии «Золотой Лотос» (хинди स्वर्ण कमल, Swarna Kamal), сертификат о награждении и денежный приз. Первоначально денежная сумма составляла 10 000 рупий. В 1989 году она была увеличена до 25 000 рупий. С того же года премия по мимо режиссёра вручается также продюсеру фильма. В 2007 году размер денежного приза вырос до 62 500 рупий. В настоящее время он составляет 125 000 рупий.

## Таблица лауреатов
| Год, ссылки, (№ церемонии) | Фильмы                        | Языки      | Режиссёры                  | Продюсеры / продюсирующие организации     | Формулировка |
| -------------------------- | ----------------------------- | ---------- | -------------------------- | ----------------------------------------- | --- |
| 1981 (28-я)                | Maina Tadanta                 | бенгали    | Утпаленду Чакраборти       | —                                         | За реалистичное изображение эксплуатации племен и безземельных крестьян, за изображение энергичной битвы угнетенных и за проявление большой зрелости в концепции и представлении темы в своём первом предприятии.                                    |
| 1982 (29-я)                | Aadharshila                   | хинди      | Ашок Ахуджа                | —                                         | За смелое заявление о стремлениях и разочарованиях молодого поколения кинематографистов, которое он сам представляет, и за очень деликатную трактовку отношений между режиссёром-идеалистом и загадочным сценаристом.                                |
| 1983 (30-я)                | Kann Sivanthaal Mann Sivakkum | тамильский | Шридхар Раджан             | —                                         | За оригинальную интерпретацию глубоко укоренившегося социального зла, сочетающую народное искусство с современной кинематографической идиомой. |
| 1984 (31-я)                | Оставьте, как есть            | хинди      | Кундан Шах                 | —                                         | За остроумную и юмористическую трактовку современной темы. |
| 1985 32-я)                 | Meendum Oru Kaathal Kathai    | тамильский | Пратап Поттан              | —                                         | — |
| 1986 (33-я)                | Нью-Дели Таймс                | хинди      | Ромеш Шарма                | —                                         | За смелое разоблачение мрачного мира политики, где убийство и беспредел служат для личной выгоды, а правда становится жертвой. |
| 1987 (34-я)                | Yeh Woh Manzil To Nahin       | хинди      | Судхир Мишра               | —                                         | За проницательный анализ истории глазами трех пожилых борцов за свободу и ее влияние на их позицию против социальной несправедливости в наше время.                                                                                                  |
| 1988 (35-я)                | Ekti Jiban                    | бенгали    | Раджа Митра                | —                                         | За очень смелую первую попытку режиссёра взяться за дело человека, непоколебимого в своей убежденности в культурной ценности своего языка и единолично сделавшего доступным его обогащающую ценность для поколения людей, которые придут после него. |
| 1989 (36-я)                | Trishagni                     | хинди      | Набенду Гхош               | Набенду Гхош                              | За отличное исследование сложной философской темы. |
| 1990 (37-я)                | Wosobipo                      | карби      | Гаутам Бора                | Совет округа Карби-Англонг                | За его свежее и оригинальное воскрешение коллективного бессознательного горного племени, чей образ жизни распадался на протяжении последних четырех десятилетий, показанное глазами мальчика, который вырастает до ответственности зрелого возраста. |
| 1991 (38-я)                | Perumthachan                  | малаялам   | Аджайян                    | Г. Джаякумар                              | За изображение исторического фона с достоверностью, разрушающей все традиционные верования, и превосходной художественной текстурой. |
| 1992 (39-я)                | Haladhar                      | ассамский  | Санджив Хазорика           | Гити Баруа, Двиджен Хазорика              | За свежесть подхода, тонкость всепроникающего юмора и смелость, проявленную при создании фильма вокруг плуга. |
| 1993 (40-я)                | Miss Beatty's Children        | английский | Памела Рукс                | NFDC, Doordarshan, Rooks AV               | За элегантно простое и деликатное изображение британской миссионерки, которая борется с системой девдаси в Индии, ещё не получившей независимость.                                                                                                   |
| 1994 (41-я)                | Sunya Theke Suru              | бенгали    | Ашок Вишванатан            | Х. Дас, Мадхумати Майтра, М. Дас          | За творческий подход к деликатному сюжету, показывающий социально-политическую ситуацию нашего общества на протяжении трех десятилетий. |
| 1995 (42-я)                | Mogamul                       | тамильский | Гнана Раджасекаран         | Дж. Дхармамбал                            | За умелую передачу литературного произведения, за объединение музыки с мелодраматическим повествованием и за кинематографическую простоту в сочетании с замечательным режиссёрским контролем.                                                        |
| 1996 (43-я)                | Kahini                        | бенгали    | Малай Бхаттачария          | Чандрамала Бхаттачария, Малай Бхаттачария | За его смелый и новаторский стиль и выбор сюжета, в котором форма и содержание сливаются воедино. |
| 1997 (44-я)                | Rag Birag                     | ассамский  | Бидьют Чакрабарти          | Бхабхен Баруа, Кханин Баруа               | За чуткость режиссёра в изображении сложной человеческой психики отдельных персонажей фильма. |
| 1998 (45-я)                | Bhoothakkannadi               | малаялам   | А. К. Лохитхадас           | Наир Кришнакамур Унни                     | За грамотное обращение режиссёра с хрупким равновесием человеческой психики. |
| 1999 (46-я)                | Daya                          | малаялам   | Вену                       | Ч. К. Гопинат                             | За изображение восхитительной сказочной темы, придающей экзотической изысканности и красок уникальной мозаике творчества, воображения и стиля. |
| 2000 (47-я) 2 призёра      | Dollar Dreams                 | английский | Шекхар Каммула             | Шекхар Каммула                            | За естественное решение животрепещущей проблемы утечки мозгов в технологически развитый мир. |
| 2000 (47-я) 2 призёра      | Laado                         | хариани    | Ашвини Чаудхари            | Кумуд Чаудхари                            | За смелую позицию за права женщин в традиционно ортодоксальном сельскохозяйственном сообществе Харьяны. |
| 2001 (48-я)                | Sayahnam                      | малаялам   | Р. Сарат                   | М. С. Назир                               | За природу и захватывающую манеру, с которой этот молодой режиссёр занимается такими сложными вопросами, как политическая честность и ядерное разоружение.                                                                                           |
| 2002 (49-я)                | Thilaadanam                   | телугу     | К. Н. Т. Шастри            | NFDC                                      | За противопоставление двух различных идеологий, существующих в одной семье, веры отца в свою религию и традиции и революционной идеологии сына. |
| 2003 (50-я) 2 призёра      | Patalghar                     | бенгали    | Абхиджит Чоудхури          | Нити Сони Гаурисания                      | За мастерство и тонкое сочетание условностей научной фантастики и местной повествовательной формы. |
| 2003 (50-я) 2 призёра      | Prohor                        | бенгали    | Субхадра Чоудхури          | Дебджани Гупта                            | За использование чувствительной идиомы для изображения женщины, травмированной жестоким обращением. |
| 2004 (51-я)                | Margam                        | малаялам   | Раджив Виджай Рагхаван     | Раджив Виджай Рагхаван                    | За остро показанное тревожное путешествие человека средних лет, пересматривающего свое политическое прошлое в свете преобладающих социально-политических ценностей.                                                                                  |
| 2005 (52-я)                | Grahanam                      | телугу     | Моханакришна Индраганти    | Н. Анджи Редди                            | За воззвание к ностальгии мощным, но поэтическим способом. |
| 2006 (53-я)                | Замужняя женщина              | хинди      | Прадип Саркар              | Видху Винод Чопра                         | За грамотный режиссёрский стиль, позволяющий воссоздать классический роман с современной кинематографической чувственостью. |
| 2007 (54-я) 2 призёра      | Eakantham                     | малаялам   | Мадху Кайтапрам            | Энтони Джозеф                             | За чуткое изображение уединения двух стареющих братьев, потерявших всех вокруг. |
| 2007 (54-я) 2 призёра      | Кабульский экспресс           | хинди      | Кабир Хан                  | Адитья Чопра                              | За запечатление, через путешествие двух индийских журналистов, краха талибов в Афганистане после 11 сентября. |
| 2008 (55-я)                | Frozen                        | ладакхи    | Шиваджи Чандрабхушан       | Шиваджи Чандрабхушан                      | За привнесение жизни с теплотой и бодростью на тех далеких пустынных заснеженных высотах, где само существование является постоянным испытанием. |
| 2009 (56-я)                | Среда                         | хинди      | Нирадж Пандей              | UTV Motion Pictures                       | За гладкую и иссушающую экспозицию напряжения нормального ритма жизни и тревог простых людей в Мумбаи. |
| 2010 (57-я)                | Лахор                         | хинди      | Санджай Пуран Сингх Чаухан | Вивек Кхаткар                             | За превосходный контроль над средой и использование спорта как метафоры для рассказа увлекательной истории. |
| 2011 (58-я)                | Baboo Band Baaja              | маратхи    | Раджеш Пинджани            | Нита Джадхав                              | За захватывающую историю об отце, который не хочет давать образование своему сыну, о матери, которая свято верит в его освободительную ценность, и о сыне, попавшем под перекрестный огонь.                                                          |
| 2012 (59-я)                | Душа и персона                | тамильский | Тхиагараджан Кумарараджа   | С. П. Б. Чаран                            | За стилизованное и ироничное переосмысление жанра гангстерского фильма, представляющее ослепительную карту подземного мира Ченнаи, наполненного наркобаронами и насилием.                                                                            |
| 2013 (60-я) 2 призёра      | Читтагонг                     | хинди      | Бедабрата Пайн             | Jamai Production                          | Страница из истории борьбы Индии за независимость. В своем дебютном фильме режиссёр воссоздал происшествие в маленьком городке, оказавшее влияние на всю страну, с непревзойденным артистизмом.                                                      |
| 2013 (60-я) 2 призёра      | 101 Chodyangal                | малаялам   | Сидхартха Шива             | Seventh Paradise                          | Весьма смотрибельный кинематографический опыт, представленный особыми отношениями между не по годам развитым ребенком и его добросовестным школьным учителем.                                                                                        |
| 2014 (61-я)                | Fandry                        | маратхи    | Наградж Манджуле           | Navalkha Arts, Holy Basil Combine         | Суровое и реалистичное изображение далитов в Индии глазами мальчика, отчаянно пытающегося разорвать вековые оковы. Он убедительно заявляет, что, несмотря на то, что различные реформаторы делают все возможное … многое ещё предстоит сделать.      |
| 2015 (62-я)                | Любимое дело                  | бенгали    | Адитья Викрам Сенгупта     | For Films                                 | За изображение рутинной повседневной жизни с необычайным кинематографическим изяществом. |
| 2016 (63-я)                | Улетай один                   | хинди      | Нирадж Гхайван             | Phantom Films                             | За проницательный подход к созданию фильма, в котором рассказывается многоуровневая история о людях, застигнутых изменением социальных и моральных ценностей.                                                                                        |
| 2017 (64-я)                | Alifa                         | бенгали    | Дип Чоудхари               | Arman Productions                         | Фильм выявляет нюансы очень сложной социально-экологической проблемы. |
| 2018 (65-я)                | Sinjar                        | джесри     | Сандип Памалли             | Шибу Г. Сусилан                           | |
| 2019 (66-я)                | Naal                          | маратхи    | Судхакар Редди Якканти     | Zee Studios                               | Этот фильм — пронзительное послание об этике усыновления, рассказанное с точки зрения ребёнка. |
| 2021 (67-я)                | Helen                         | малаялам   | Матукутти Ксавьер          | Винит Шринивасан                          | |
| 2022 (68-я)                | Mandela                       | тамильский | Мадонн Ашвин               | YNOT Studios                              | |
| 2023 (69-я)                | Вышеупомянутый                | малаялам   | Вишну Мохан                | Унни Мукундан                             | |
| 2024 (70-я)                | Fouja                         | хариани    | Прамод Кумар Пунхана       | —                                         | |